# Basileuterus
Genre
Basileuterus est un genre d'oiseaux de la famille des Parulidae.

## Taxinomie
À la suite d'une étude phylogénique de Lovette et al. (2010), le Congrès ornithologique international (COI) (classification version 2.11, 2012) déplace treize espèces qui composaient ce genre vers le genre Myiothlypis.
Suivant une étude autre étude phylogénique de Gutiérrez-Pinto et al. (2012), le COI (classification version 4.4, 2014) déplace aussi la Paruline des Santa Marta (alors Basileuterus basilicus) vers le genre Myiothlypis.

### Liste d'espèces
Selon la classification de référence du Congrès ornithologique international (version 14.2, 2024) :
- Basileuterus lachrymosus – Paruline des rochers
- Basileuterus rufifrons – Paruline à calotte rousse
- Basileuterus delattrii – Paruline de Delattre
- Basileuterus melanogenys – Paruline sombre
- Basileuterus ignotus – Paruline du Pirré
- Basileuterus belli – Paruline à sourcils dorés
- Basileuterus culicivorus – Paruline à couronne dorée
- Basileuterus melanotis – Paruline du Costa Rica
- Basileuterus tacarcunae – Paruline du Tacarcuna
- Basileuterus trifasciatus – Paruline trifasciée
- Basileuterus punctipectus – Paruline des yungas
- Basileuterus tristriatus – Paruline triligne